# Mrduja
Koordinati:   43°20′20″N, 16°24′36″E
Mrduja je majhen z borovim gozdom porasel otoček v Jadranskem morju (Hrvaška).
Otoček, na katerem je svetilnik, leži pred prelivom Splitska vrata, okoli 0,5 km zahodno od rta Zaglav na otoku Braču, pred vstopom v zaliv Milna na koncu katerega leži naselje Milna. Površina otočka meri 0,013 km². Dolžina obalnega pasu je 0,42 km.
Vsako leto v mesecu oktobru se na relaciji Split - Mrduja - Split odvija regata jadrnic, t. i. Mrdujska regata, ena najstarejših regat v Evropi. Prvič je bila izvedela leta 1927.
Iz pomorske karte je razvidno, da svetilnk, ki stoji na severni obali otočka, oddaja svetlobni signal: Z Bl 3s. Nazivni domet svetilnika je 4 milje.